# هولند (مقاطعة شيبويجان)
هولند، مقاطعة شيبويجان (بالإنجليزية: Holland, Sheboygan County, Wisconsin)‏ هي بلدة تقع بولاية ويسكونسن في الولايات المتحدة. تبلغ مساحتها 105.9 (كم²)، وترتفع عن سطح البحر 220 م، بلغ عدد سكانها 2360 نسمة في عام 2000 حسب إحصاء مكتب تعداد الولايات المتحدة وتصل الكثافة السكانية فيها 22.3 نسمة/كم2.

## وصلات خارجية
- The US50 - Cities and Towns in Wisconsin State
- Wisconsin Cities and Towns, Facts, Map, Flag, Colleges, Government, and More